# Christopher Jones (waterpolista)
Christopher "Chris" Jones (Penarth, Bro Morgannwg, Gal·les, 23 de juny de 1884 - Penarth, 18 de desembre de 1937) va ser un waterpolista i jugador de rugbi gal·lès que va competir a començaments del segle xx.
El 1920 va prendre part en els Jocs Olímpics d'Anvers, on va disputar la competició de waterpolo, en què guanyà la medalla d'or amb l'equip del Regne Unit.